# ゼーロウ高地

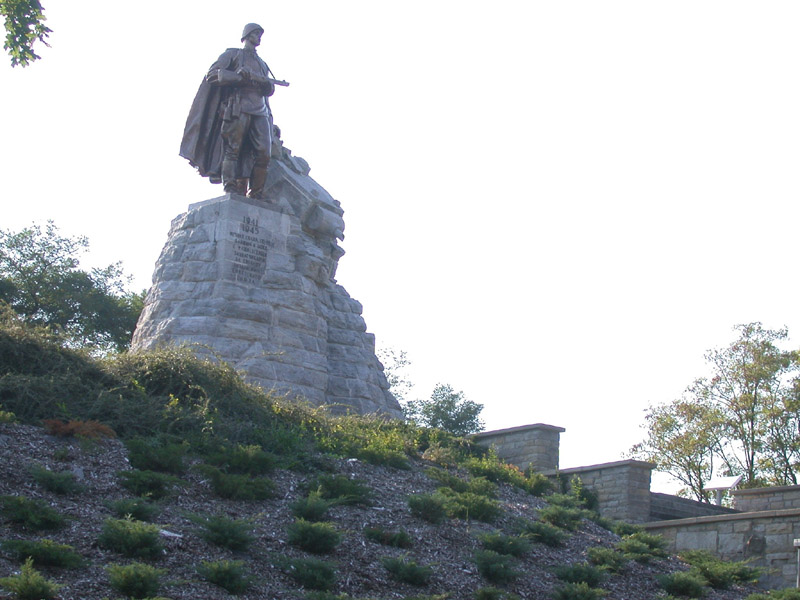
ゼーロウにあるソ連兵顕彰碑

ゼーロウ高地 (Seelower Höhen) はドイツ東部、オーデル河畔の都市キュストリンからゼーロウを経てベルリンの間に存在する丘陵地帯である。
一見なだらかな感じを受けるが高低差が4-50メートルの場所もある。

## 第二次世界大戦
第二次世界大戦末期、ここでベルリンに迫るソ連軍とそれを阻止しようとするドイツ第9軍との間で激烈な戦闘が行われた。
1945年4月、ベルリン東方65kmのオーデル川に迫ったソ連軍を阻止するために、ドイツ軍最後の防衛線がこの一帯に構築された。オーデル川とその支流ナイセ川沿岸には地形を最大限に利用した拠点が点在し、とりわけベルリン最短接近路の街道1号線最後の要衝であるゼーロウ付近では、台地上に起伏した地形の稜線からオーデル川までの射線が設定可能な多数のトーチカや拠点が置かれ、ドイツ軍防衛線を形成していた。
ソ連軍がオーデル川を渡河した4月16日から17日のあいだに、この高地で強大なソ連軍相手に一進一退の白兵戦、戦車戦が繰り広げられ、ドイツ軍がミュンヘベルク (Müncheberg) に構築された第2線の防衛陣地に後退するまで、実質2日間、ソ連軍を足止めした。